# Moto Guzzi

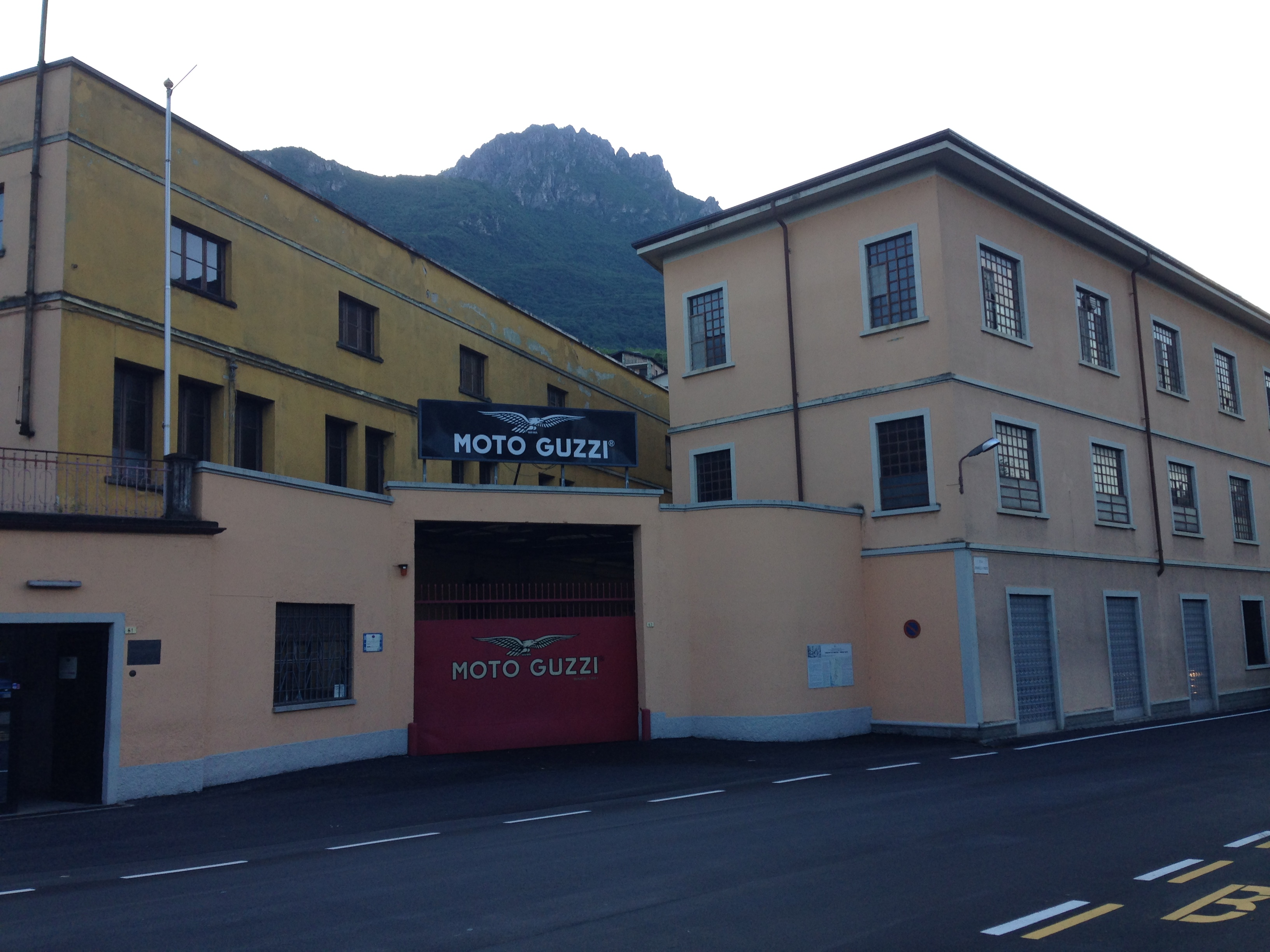
Sitz von Moto Guzzi in Mandello del Lario

Moto Guzzi ist ein italienischer Hersteller von Motorrädern mit Sitz in Mandello del Lario am Comer See. Das 1921 gegründete Unternehmen ist der älteste durchgehend Motorräder produzierende Hersteller in Europa.
Die Produktpalette umfasste bis Anfang der 1980er Jahre Motorräder mit Hubraumgrößen zwischen 125 und 1000 cm³, Leichtkrafträder (Guzzino, Cardellino), Motorroller (Galletto), Mokicks / Mopeds (Dingo, Chiù), Mofas (Trotter) und Dreiräder (Ercole, Mulo). Ab Beginn der 1980er Jahre produzierte Moto Guzzi nur noch Motorräder mit Zweizylinder-V-Motor, Kardanantrieb und einem Hubraum zwischen 350 und 1100 cm³.
Das Unternehmen gehört seit 2004 zum Piaggio-Konzern und konzentriert sich seitdem auf Motorräder mit V2-Motor, Kardanantrieb und Hubraumgrößen zwischen 750 und 1400 cm³.

## Technik

### Aerodynamik
Moto Guzzi war weltweit die erste Motorradmarke, die ihre Motorräder, insbesondere die Rennmaschinen, in einem Windkanal erproben ließ. Damit konnten nicht nur empirisch, wie bisher und bei den Wettbewerbern, verschiedene aerodynamische Lösungen verglichen, Hochleistungsrahmen und Verkleidungen entworfen und die Sitzposition optimiert werden, um den Luftwiderstand zu verringern. Auch diese Versuche trugen dazu bei, dass Moto Guzzi nach dem Zweiten Weltkrieg zu einer der stärksten Marken auf den Rennstrecken der Welt wurde. Ab Anfang der 1950er Jahre baute Moto Guzzi einen eigenen Windkanal auf dem Werksgelände, der am 12. April 1954 eingeweiht wurde.

### V2-Motoren mit Kardanantrieb
Seit dem Modell V7 von 1967 ist Moto Guzzi bekannt für seine luft- oder luft-/ölgekühlten V2-Motoren mit 90° Zylinderwinkel und längs liegender Kurbelwelle.
Diese Bauweise ermöglicht neben einer sehr guten Luftkühlung einen tiefen Schwerpunkt, begünstigt einen Kardanantrieb, da nur ein Winkeltrieb (am Hinterrad) erforderlich ist, und bietet im Vergleich zum Boxermotor eine höhere Schräglagenfreiheit bei jedoch ungünstigerem Massenausgleich, was stärkere Vibrationen bewirkt.
Die Längsanordnung von Motor und Getriebe reduziert die Kreiselwirkung im Vergleich zu Motorrädern mit Queranordnung spürbar, da die Rotationsachse aller drehenden Massen (Wellen, Zahnräder, Kupplung, Lichtmaschine) — bis auf beide Räder — parallel zur Längsachse des Motorrads liegt. Weil die leichte, durch Kreiselwirkung verursachte Trägheit hier gegen Nickbewegungen statt gegen Wankbewegungen („Kippen“) wirkt, ergibt sich — bei gleichen Hauptmerkmalen wie Masse, Schwerpunkt, Fahrwerksgeometrie, Reifengröße — eine etwas bessere Querdynamik oder „Kurvenfreudigkeit“, die insbesondere bei Kurvenfolgen mit schnellen Richtungswechseln (Slalom) zur Geltung kommt.
Wenngleich der Einzylindermotor der Lodola von 1956 schon eine obenliegende Nockenwelle hatte, behielten die V2-Motoren lange die Guzzi-typische Ventilsteuerung mit unten liegender Nockenwelle, Stoßstangen und Kipphebeln. Erst ab 1992 (mit der Daytona) wurden bei einigen Modellen wieder obenliegende Nockenwellen eingesetzt, so wie auch bei den neuesten Modellen mit dem „Compact-Block“-Motor ab 2022.

### Integralbremssystem

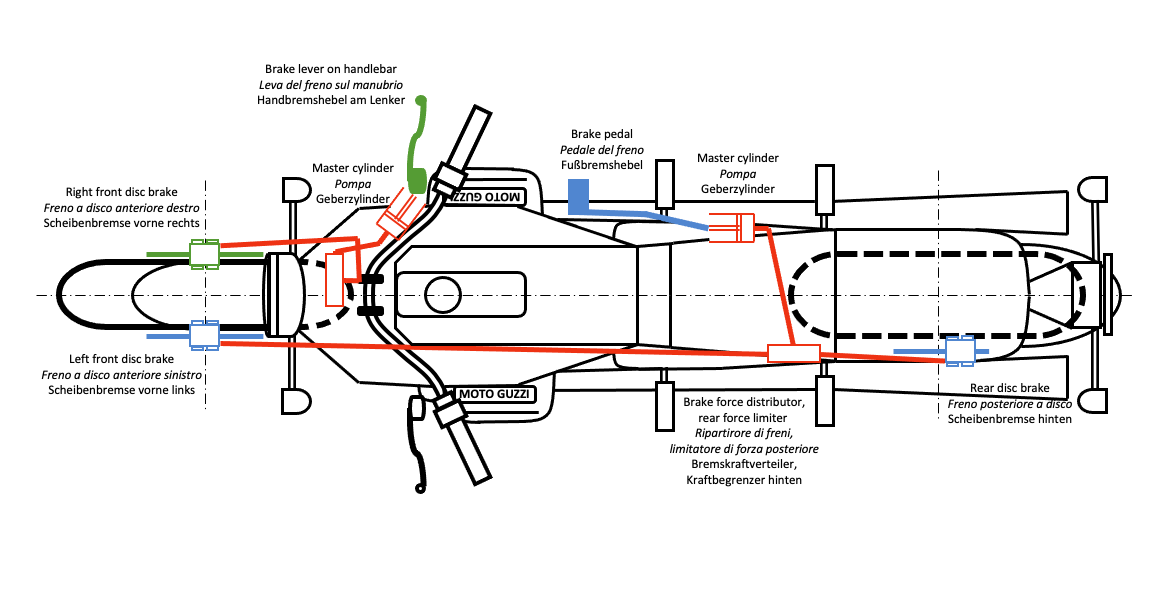
Integralbremssystem der 850 T3 (1975–1979)

Moto Guzzi führte 1975 als erster Hersteller in der Großserie eine als „Integralbremssystem“ bezeichnete Verbundbremse in den Modellen 750 S3, 850 T3 und V1000 I Convert sowie ab den späten 1970er Jahren bei allen seinen großen Modellen ein. Hierbei werden die linke vordere und die Heck-Scheibenbremse vom Fußhebel, die rechte Scheibe dagegen vom Handhebel betätigt, ähnlich dem 1983 unter der Bezeichnung Unified Brake System bei der Honda Gold Wing eingeführten System und dem Honda CBS zehn Jahre später. Seit 2006 bietet Moto Guzzi stattdessen ein elektronisches Antiblockiersystem (ABS) an, seit 2023 erstmals mit der V100 Mandello serienmäßig ein schräglagenabhängiges ABS.

## Geschichte

### Vorkriegszeit

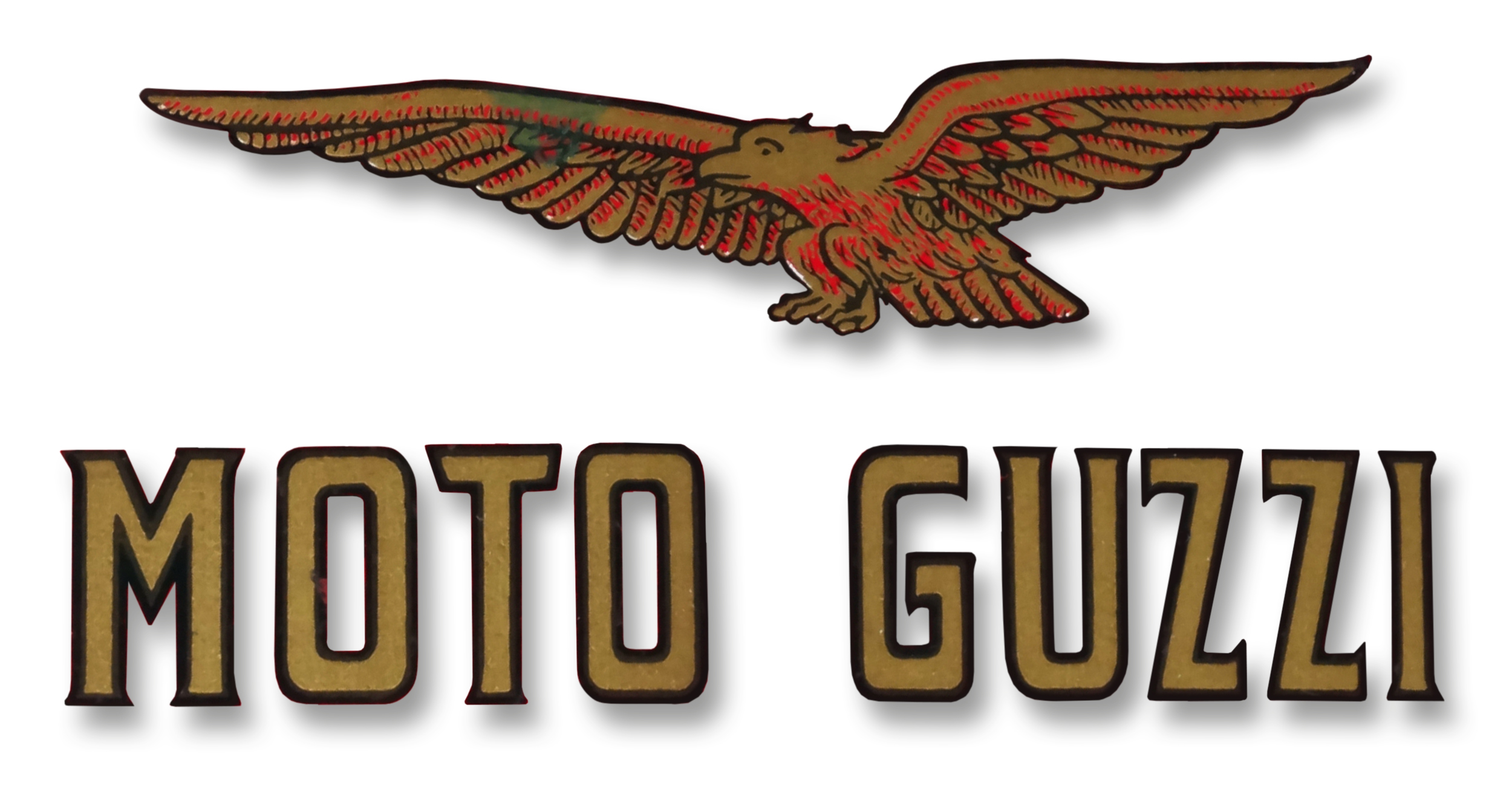
Das Moto Guzzi Emblem mit dem alten Schriftzug für die linke Tankseite: der Adler blickt immer in Fahrtrichtung

Am 15. März 1921 gründeten der Heeresflieger Giorgio Parodi und sein Freund, der Flugzeugtechniker Carlo Guzzi, mit der finanziellen Unterstützung von Giorgos Vater Emanuele Vittorio Parodi in Genua die „Moto Guzzi S.p.A.“ mit einem Werk im italienischen Städtchen Mandello del Lario. Die erste Maschine, die G.P. (Guzzi.Parodi), wurde als Prototyp unter Mithilfe des Schmieds von Mandello im Keller des Hauses Guzzi gebaut. In einer abgespeckten Form wurden bereits im Gründungsjahr 17 Motorräder als Modell Normale gebaut.
Im Andenken an den 1919 abgestürzten Marineflieger Giovanni Ravelli, mit dem zusammen Parodi und Guzzi während des Ersten Weltkriegs die Idee entwickelt hatten, gemeinsam ein Unternehmen zu gründen, wählten sie als Firmenzeichen einen Adler mit ausgebreiteten Schwingen. Diese Adlerdarstellung ist noch heute Teil des Symbols der italienischen Luftwaffe und der Aviazione Navale der italienischen Marine, in der Guzzi, Parodi und Ravelli im Ersten Weltkrieg dienten.
Über die Beteiligung am Rennsport wurde die Marke bekannt. Höhepunkt war der Gewinn der ersten 500-cm³-Europameisterschaft durch Guido Mentasti im Jahr 1924. Beim in Monza ausgetragenen EM-Rennen belegte man mit der C4V (Corsa Quattro Valvole, auf Deutsch etwa „Renn-Vierventiler“), Moto Guzzis erster reiner Straßenrennmaschine, neben Rang eins auch die Plätze zwei und fünf.

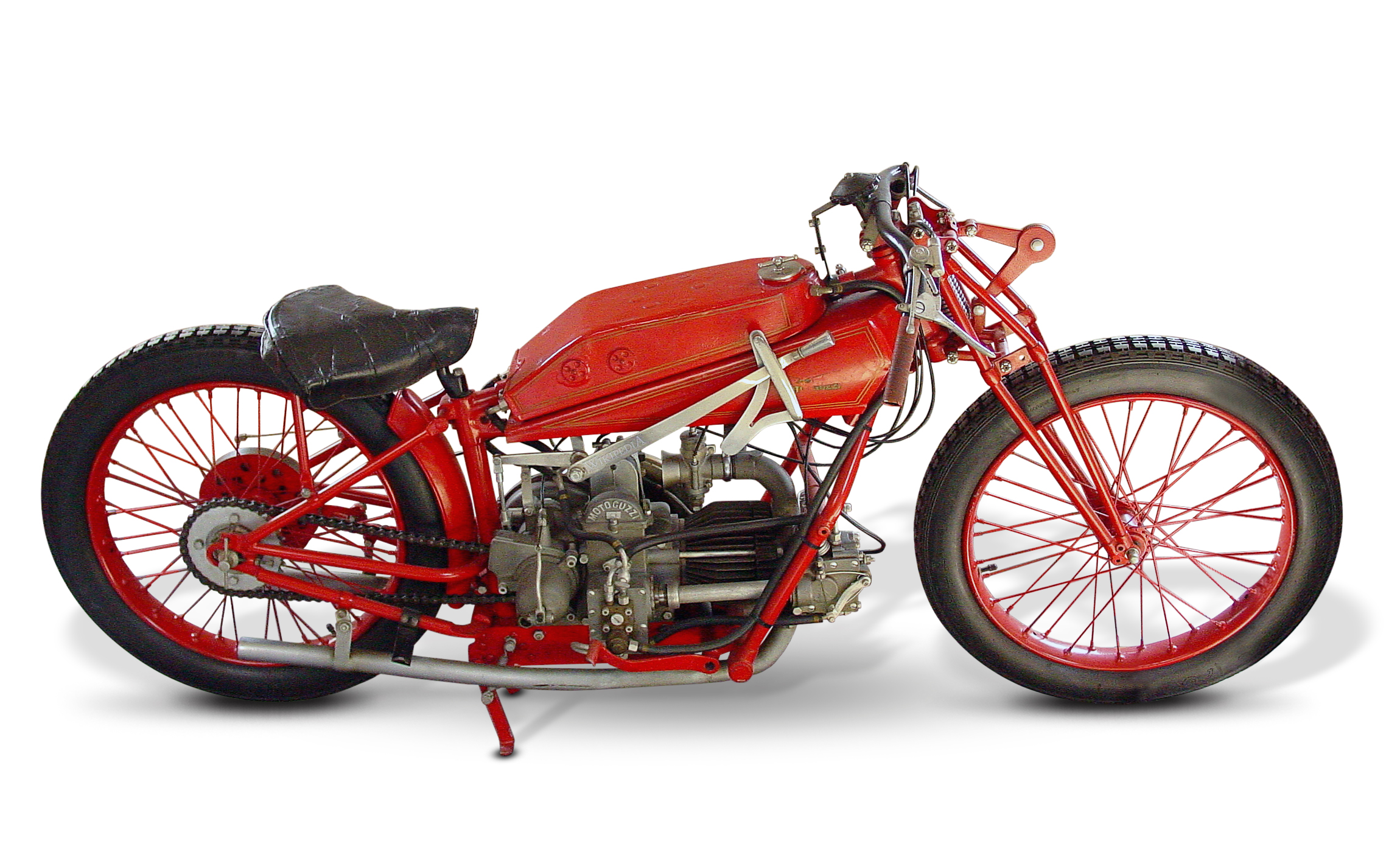
Moto Guzzi C4V (1924), wie sie den Europameistertitel gewann

1925 wurden in Mandello del Lario mit über 300 Mitarbeitern bereits 1200 Motorräder gebaut. Im Jahr 1928 entwickelte Carlos Bruder Giuseppe Guzzi eine zukunftweisende Hinterradfederung. Sie hatte eine Dreiecksschwinge mit einem Federpaket, das längs unter dem Motor lag, und war den damals üblichen Federungen weit überlegen. Die damit neben den Sportmodellen angebotene „G.T.“ (für Gran Turismo) fuhr Giuseppe Guzzi bis zum Polarkreis in Norwegen, um deren Zuverlässigkeit zu beweisen. Dies brachte der G.T. den Beinamen „Norge“ ein. 1928 erschien auf Basis der Sport auch das erste Lastendreirad von Moto Guzzi, der Tipo 107 (auf Deutsch: Typ 107).
1934 war Moto Guzzi der größte Motorrad-Hersteller in Italien.
Im Jahr 1935 gewann der Ire Stanley Woods auf einer 500-cm³-„Bicilindrica“ mit gefedertem Hinterrad als erster Pilot auf einer ausländischen Maschine das Senior-TT-Rennen bei der Tourist Trophy auf der Isle of Man. In der Folgezeit stellten alle Werksrennteams auf Modelle mit gefedertem Hinterrad um. In der 250er-Klasse sorgte Omobono Tenni für Furore. 1937 gewann er in dieser Klasse den EM-Titel und als erster Ausländer überhaupt mit dem TT-Rennen in der Lightweight-Klasse die Tourist Trophy.

### Nachkriegszeit

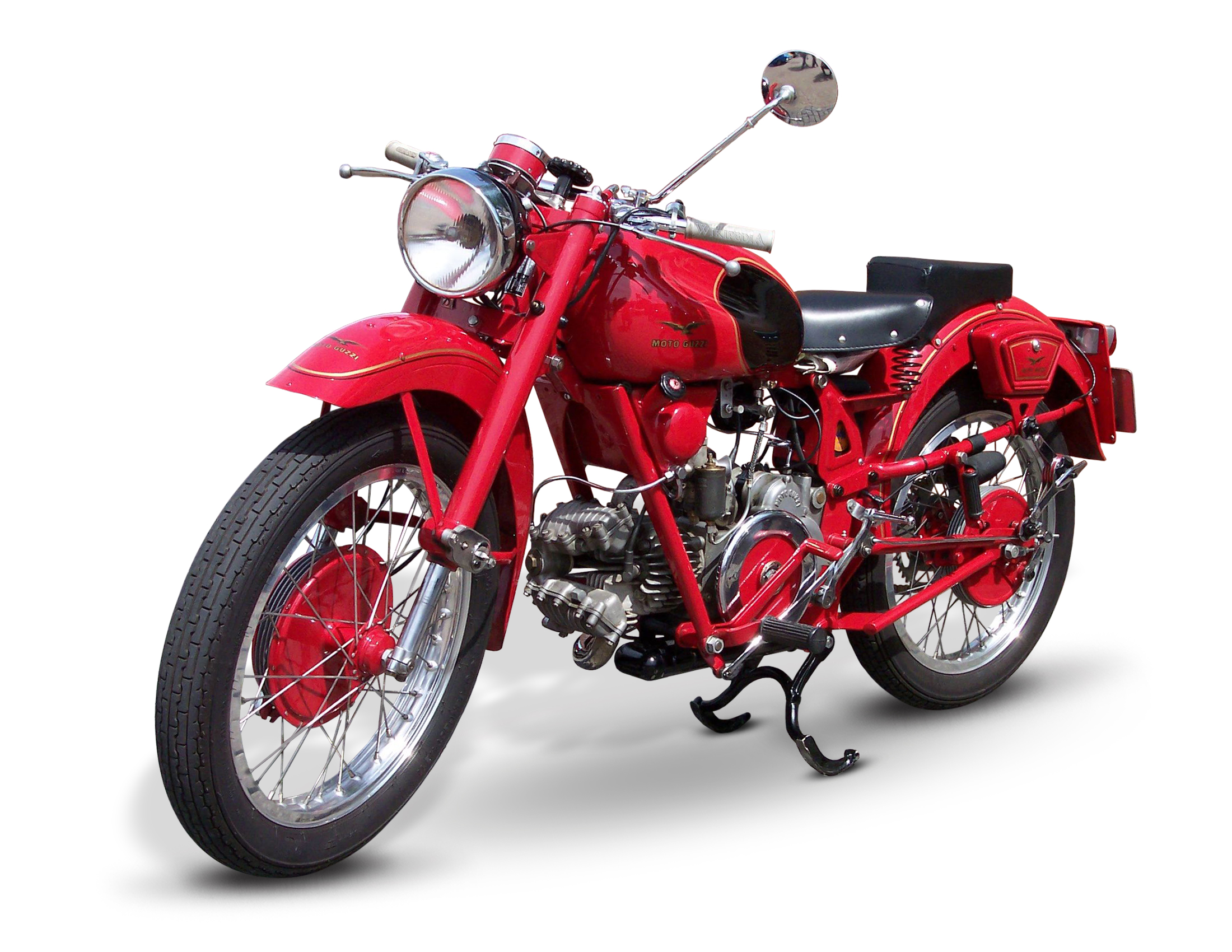
Moto Guzzi Falcone (500 cm³), Baujahr 1950 bis 1967

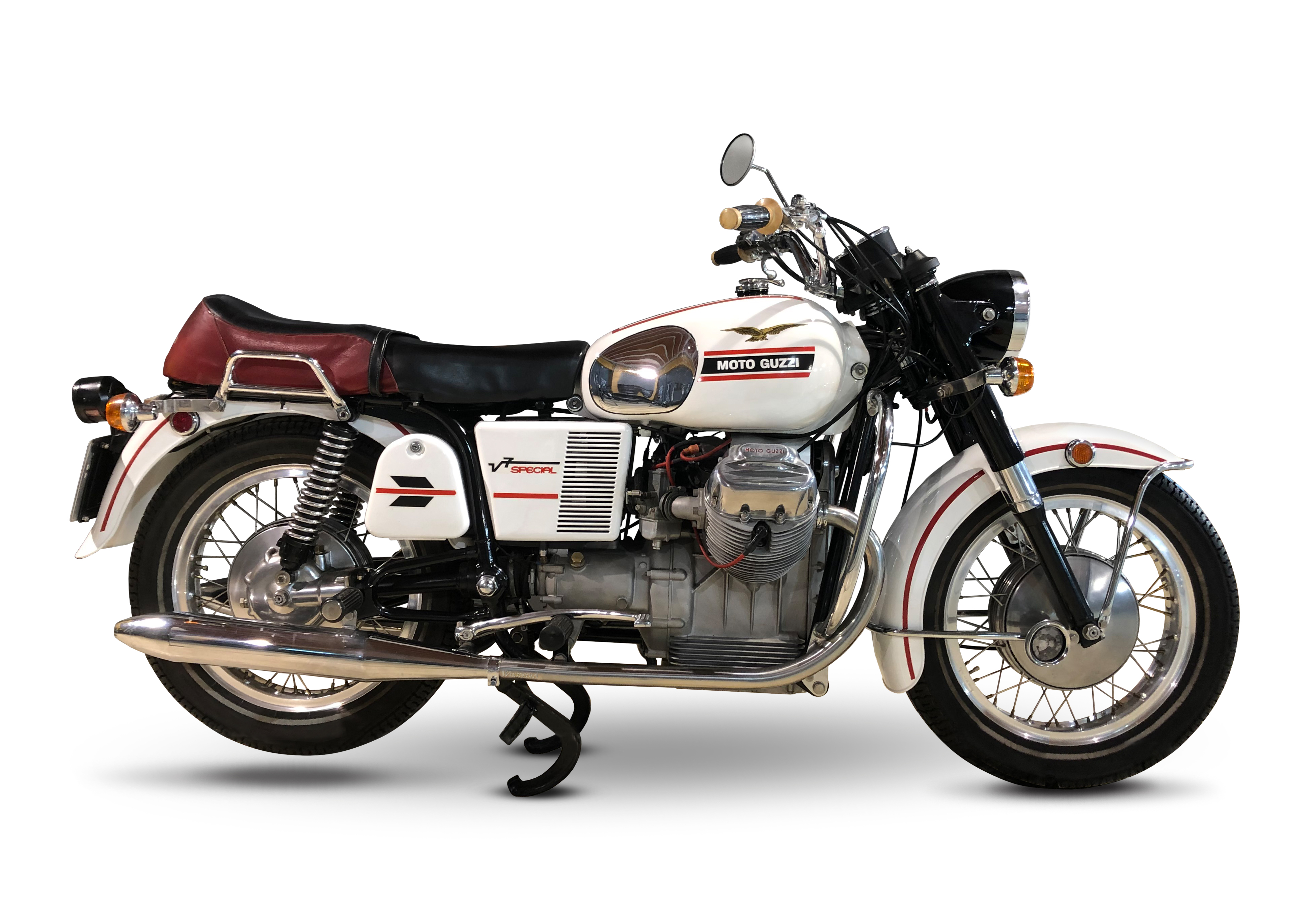
Moto Guzzi V7 Special (750 cm³), Bj. 1971

Nach seinen Verletzungen im Zweiten Weltkrieg zog sich Giorgio Parodi weitgehend aus dem Unternehmen zurück. Sein Bruder, Enrico Parodi, war 1942 in das Unternehmen eingestiegen und übernahm nach Kriegsende offiziell die Geschäftsführung. Es waren zunächst billige Transportgeräte zur Massenmotorisierung und zum Wiederaufbau gefragt. Diese Nachfrage befriedigte Moto Guzzi ab 1946 einerseits mit dem ersten Zweitaktmotorrad, der „Guzzino“ 65, von der in den ersten drei Jahren 50.000 Stück verkauft wurden, andererseits mit dem unter dem Namen Ercole mit Kardanantrieb wiederaufgelegten Lastendreirad. Ab 1950 waren Motorroller beliebt: Moto Guzzis Angebot war der Galetto mit 160 bis 192 cm³. Die Guzzino wurde in den 1950er-Jahren zur Cardellino weiterentwickelt. Konstrukteure waren Giulio Cesare Carcano, Lino Tonti und Umberto Todero. Ab 1948 baute Moto Guzzi auch wieder größere Motorräder mit liegenden Einzylinder-Viertaktmotoren:
- 1939–1957 Airone, 250 cm³
- 1948–1953 Astore, 500 cm³
- 1950–1967 Falcone, 500 cm³

Die späten 1940er- und die frühen 1950er-Jahre waren für das Unternehmen dank der Rennerfolge in der Motorrad-Europameisterschaft und der neu geschaffenen Weltmeisterschaft eine sehr erfolgreiche Zeit. Zwischen 1947 und 1948 gewann der Hersteller vier der sechs ausgefahrenen Europameistertitel. 1949 wurde der Werksfahrer Bruno Ruffo erster 250-cm³-Weltmeister der Geschichte, auch 1951 gewann er den Titel in dieser Kategorie. In der Saison 1953 errang Fergus Anderson für Moto Guzzi den ersten Fahrertitel in der 350er-Klasse, den er in der folgenden Saison erfolgreich verteidigte. Bis 1957 gewannen Bill Lomas und Keith Campbell drei weitere Titel. 1955 gab es die Rennmaschine V8 „Otto Cilindri“, das einzige Motorrad mit Achtzylindermotor, das je an Rennen teilnahm.
Der Weltmeistertitel 1957 war der letzte große Erfolg bei Straßenrennen für Moto Guzzi. Der Motorradboom der 1950er Jahre wandelte sich in vielen Ländern im Zuge der Massenmotorisierung schnell zugunsten von Kleinstwagen, Kleinwagen und Mittelklasseautos, der Absatz von Motorrädern ging zurück. Da in dieser Zeit der gesamte italienische Motorradmarkt in eine Krise geraten war und Renneinsätze enorm teuer waren, kam es zum abgesprochenen Rückzug italienischer Hersteller aus der Motorrad-Weltmeisterschaft 1957. Es folgte bis 1967 die Zeit der Werksmaschinen im italienischen und internationalen Endurosport (siehe Hauptartikel Moto Guzzi Corse).
1955 starb Giorgio Parodi, 1964 Carlo Guzzi, der nie Anteilseigner von Moto Guzzi war, sondern immer nur „technischer Leiter“.

### 1967 – 2000
Am 1. Februar 1967 wurde unter dem Namen SEIMM (Società Esercizio Industrie Moto Meccaniche) eine neue Gesellschaft gegründet. Es gab wieder neue Moto-Guzzi-Modelle:
- 1967 Moto Guzzi V7 mit 700-cm³-, 750-cm³- und 850-cm³-V2-Motor
- 1969 Moto Guzzi Nuovo Falcone mit 500-cm³-Einzylindermotor

1973 kaufte der Multimarken-Konzern De Tomaso Industries Inc. das Unternehmen. Alejandro de Tomaso übernahm selbst die Konstruktionsleitung. 1971 hatte er schon Benelli übernommen. Ab 1973 wurden über neun Jahre hinweg ein Dutzend Benelli-Motorräder und -Kleinkrafträder parallel auch als Moto-Guzzi-Modelle verkauft (sogenanntes „Badge-Engineering“).
1975 führte Moto Guzzi mit der 750 S3 das Integralbremssystem für Motorräder ein, ähnlich dem neun Jahre später von Honda vorgestellten System.
Der technische Grundstock für die neuen Modelle wurde bereits Ende der 1950er Jahre gelegt. Damals entwickelte die „arbeitslos“ gewordene Rennabteilung einen 90°-V-Zweizylindermotor zum Einbau in den neuen kleinen Fiat. Mitte der 1960er-Jahre wurde dieses Motorkonzept für eine Ausschreibung eines italienischen Behördenmotorrades reaktiviert, an die Anforderungen eines Motorrades angepasst und mit Kardanantrieb kombiniert. Das charakteristische Merkmal der Moto-Guzzi-Motorräder sind seitdem die zwei V-förmig seitlich aus dem Profil ragenden Zylinderköpfe des längs liegenden Motors.

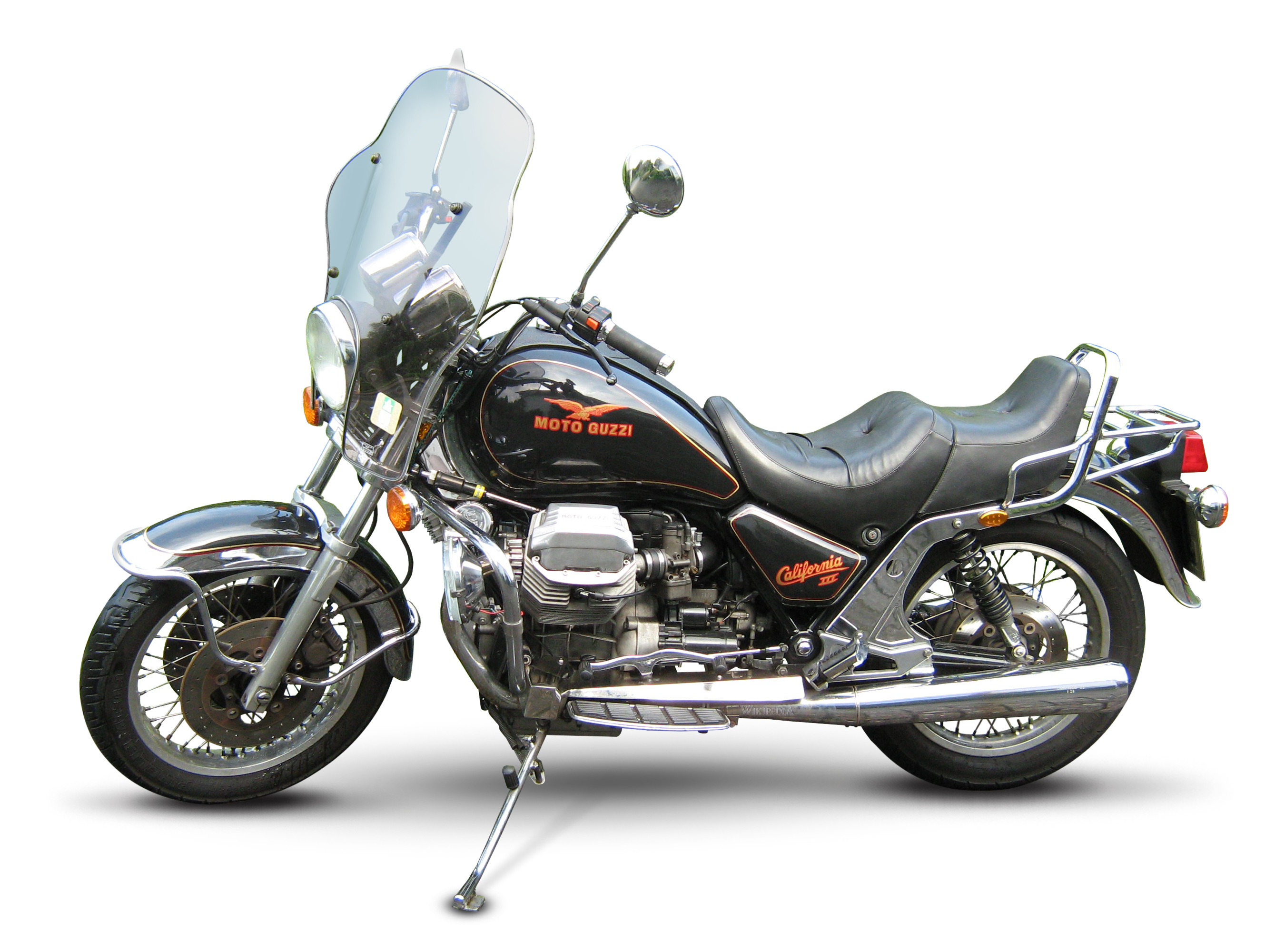
California III, Bj. 1992

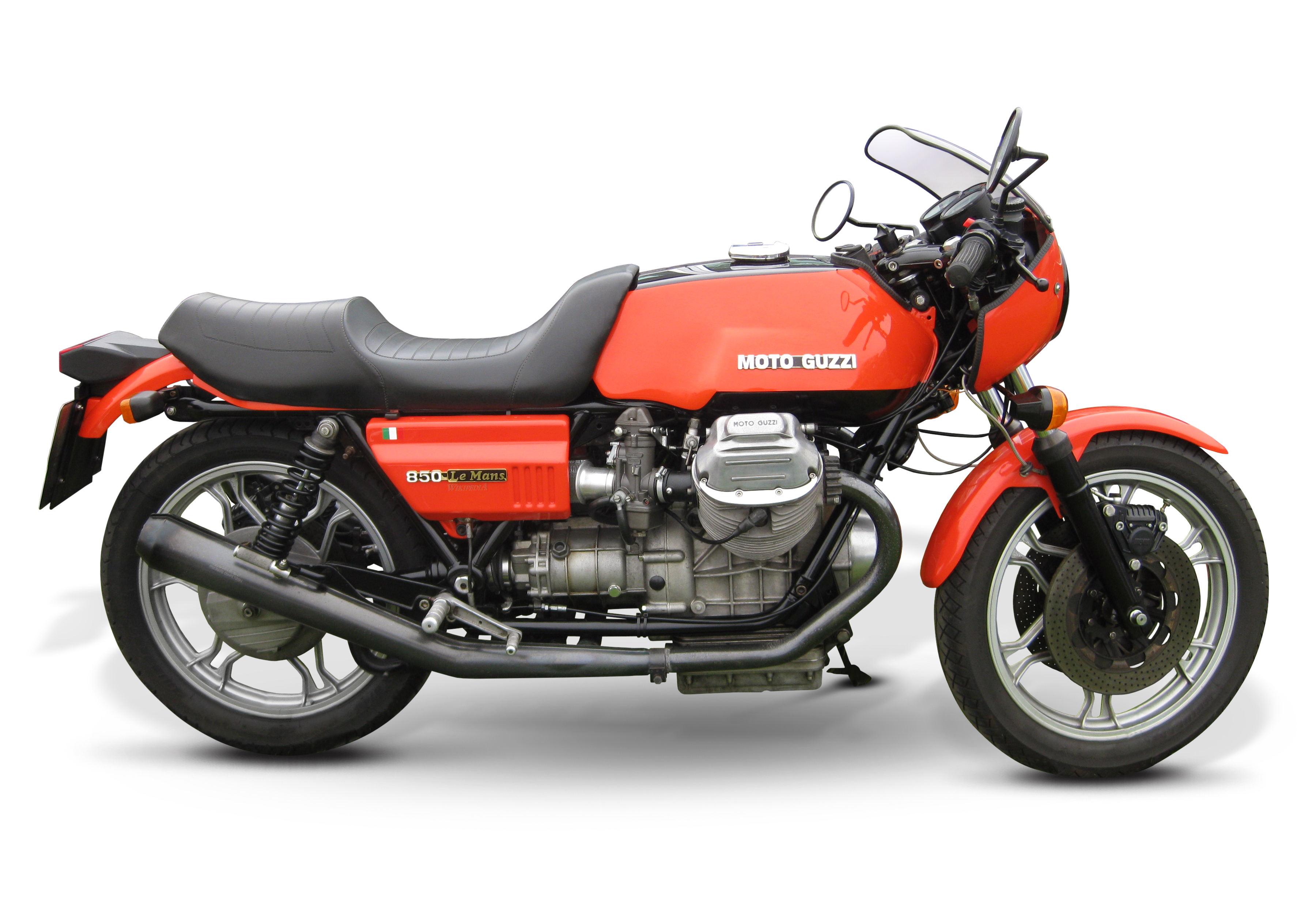
850 Le Mans

Die beiden wichtigsten Produktlinien unterschieden Tourenmaschinen, insbesondere mit den Modellen California und SP (für „Super Protezione“ auf Italienisch), und sportliche Motorräder wie die Le Mans, Daytona und 1100 Sport. Daneben wurden auch Roadsters wie die 850 T sowie ab 1983 Reiseenduros mit den Modellen TT, NTX und Quota angeboten.
1973, im ersten Geschäftsjahr nach der Übernahmen durch De Tomaso, wurden knapp 11.300 Motorräder in Mandello gebaut. Trotz der gestiegenen und teils unübersichtlichen Modellvielfalt stagnierte der Absatz in den 1970er Jahren. Die 1980er Jahre wurden finanziell schwieriger. Bis 1988 war die Produktion auf weniger als 6.000 Stück pro Jahr eingebrochen. Auf der Suche nach Kapital verkaufte De Tomaso 70 Prozent von Benelli und schloss das Innocenti-Werk. Trotz der Mandello betreffenden Schließungsgerüchte wurde Moto Guzzi mit Benelli zu einem neuen Unternehmen, der GBM S.p.A. (Guzzi Benelli Motor), fusioniert und ersetzte damit die SEIMM Moto Guzzi S.p.A. Die gesamte Moto Guzzi-Produktion kehrte in das Werk in Mandello zurück.

### Aprilia und Piaggio
Moto Guzzi hatte jedoch immer wieder große wirtschaftliche Schwierigkeiten, bis sich Ivano Beggio als Inhaber von Aprilia im Jahr 2000 entschloss, neben Laverda auch Moto Guzzi zu kaufen und umfassend zu sanieren.
Ende Dezember 2004 übernahm die von Roberto Colaninno geführte Piaggio-Gruppe die Aprilia-Gruppe inklusive Moto Guzzi. Es entstand der italienische Motorradpool, Moto Guzzi gehörte jetzt zu einer Gruppe, die 1,5 Milliarden Euro umsetzte und in Europa einen Marktanteil von 24 Prozent hatte.
Nach diesem Neustart von Moto Guzzi wurde am 24. März 2005 auf der Messe EICMA in Mailand das neue Modell Breva V 1100 offiziell vorgestellt, mit einem völlig neu konstruierten Endantrieb (CA.R.C.) und dem bewährten luftgekühlten V-Motor, der nun auch die Abgasnorm Euro 3 erfüllte. Daraus entstand eine moderne Produktfamilie (Griso, Norge, 1200 Sport, Bellagio, Stelvio).
Das Werk in Mandello wurde aufwendig modernisiert, unter anderem mit einer 2006 in Betrieb genommenen, neuen Motorenfertigung, die bei den Feiern zum 85-jährigen Firmenjubiläum besichtigt werden konnte.

## Marktsituation
Deutschland
2023 wurden in Deutschland 2.065 Moto-Guzzi-Krafträder neu zugelassen (+10 % zum Vorjahr), was in einem Gesamtmarkt von 125.709 Neuzulassungen einem Marktanteil von 1,6 Prozent entspricht und Moto Guzzi auf Rang 13 in der Markenwertung hinter Husqvarna, Royal Enfield und Aprilia platziert.
| Jahr              | 2019           | 2020            | 2021            | 2022           | 2023            |
| ----------------- | -------------- | --------------- | --------------- | -------------- | --------------- |
| Anzahl Guzzi      | 1.436 (+88 %)  | 1.712 (+19 %)   | 1.802 (+5 %)    | 1.878 (+4 %)   | 2.065 (+10 %)   |
| Gesamtmarkt       | 113.039 (+4 %) | 132.126 (+17 %) | 116.407 (−12 %) | 107.992 (−7 %) | 125.709 (+16 %) |
| Marktanteil Guzzi | 1,3 %          | 1,3 %           | 1,5 %           | 1,7 %          | 1,6 %           |

Zum 1. Januar 2024 waren in Deutschland laut KBA mindestens 48.890 Moto-Guzzi-Krafträder zugelassen, was einem Bestandsanteil von mindestens 1 Prozent entsprach. Mindestens deswegen, weil seit 2013 die Moto-Guzzi-Modelle zusammen mit allen Krafträdern des Piaggio-Konzerns geführt werden. Die oben genannte Zahl ergibt sich nach Hinzuzählen der erkennbaren Guzzi-Modelle unter Hersteller Piaggio gemäß „Handelsnamen“, z. B. California, V85 TT oder Stelvio. Da jedoch 124.199 Einheiten, d. h. 25 % der unter Piaggio zugelassenen Fahrzeuge (Aprilia, Derbi, Gilera, Laverda, Moto Guzzi, Vespa) unter Handelsnamen „Sonstige/nicht getypt“ registriert sind, kann man diese keiner Marke zuordnen und der tatsächliche Anteil von Moto Guzzi am Gesamtbestand aller Krafträder liegt wahrscheinlich höher.
| Jahr           | 2020   | 2021   | 2022   | 2023   | 2024   |
| -------------- | ------ | ------ | ------ | ------ | ------ |
| Anzahl Guzzi   | 43.573 | 45.012 | 46.330 | 47.663 | 48.890 |
| Bestandsanteil | 0,97%  | 0,97%  | 0,97%  | 0,97%  | 0,98%  |
| Quelle         | [ 10 ] | [ 11 ] | [ 12 ] | [ 13 ] | [ 14 ] |

Österreich
2023 wurden 268 Motorräder der Marke Moto Guzzi neuzugelassen (+22 % zum Vorjahr, nach −10 % im Jahr 2022). In einem Gesamtmarkt von 35.561 Neuzulassungen von motorisierten Zweirädern (inkl. Motorroller) entspricht dies einem Marktanteil von 0,9 Prozent. Als Vergleichsbasis waren 2023 die jeweiligen Neuzulassungsanteile der 5 führenden Marken Vespa 19,6 %, Honda 17,5 %, KTM 11,1 %, Yamaha 6,8 % und BMW 6,2 %.
| Jahr              | 2019          | 2020           | 2021          | 2022          | 2023          |
| ----------------- | ------------- | -------------- | ------------- | ------------- | ------------- |
| Anzahl Guzzi      | 252 (+43 %)   | 229 (−9 %)     | 298 (+30 %)   | 268 (−10 %)   | 326 (+22 %)   |
| Gesamtmarkt       | 27.696 (+6 %) | 32.204 (+16 %) | 32.351 (+0 %) | 32.929 (+2 %) | 35.561 (+8 %) |
| Marktanteil Guzzi | 0,9 %         | 0,7 %          | 0,9 %         | 0,8 %         | 0,9 %         |

Schweiz
2023 wurden 304 Motorräder der Marke Moto Guzzi neuzugelassen (+4 % zum Vorjahr). In einem Gesamtmarkt von 28.199 neuen Motorrädern aller Hubraumklassen (ohne Scooter) entspricht dies einem Marktanteil von 1,1 % und Rang 18 in der Markentabelle.
Italien
Auf Moto Guzzis Heimatmarkt, dem mit Abstand größten Zweiradmarkt Europas, wurden 2022 insgesamt 4377 Guzzi-Motorräder neuzugelassen. Bei 126.571 Gesamtneuzulassungen von Motorrädern mit Hubraum > 50 cm³ entspricht das einem Marktanteil von 3,5 % und Rang 11 der Markenwertung hinter Royal Enfield und Kawasaki, vor Harley-Davidson und Aprilia. Unter allen Modellen belegte die V7 mit 2536 Einheiten den 5. Platz, die V85 TT stand mit 1585 Neuzulassungen auf Rang 16.
Frankreich
2023 wurden auf dem drittgrößten europäischen Zweiradmarkt 1931 Motorräder der Marke Moto Guzzi neuzugelassen (+6 % zum Vorjahr). In einem Gesamtmarkt von 137.365 neuen motorisierten Zweirädern mit einem Hubraum > 50 cm³ (ohne Motorroller) erreicht Guzzi einen Marktanteil von 1,4 % und Rang 15 der Motorrad-Markenwertung hinter Aprilia, Zontes und Husqvarna, vor Indian.

## Modelle und Motoren

### Aktuelle Modelle
Anlässlich der verbindlichen Einführung der Emissionsnorm Euro 5 zum 1. Januar 2021 reduzierte Moto Guzzi sein Angebot auf die Modelle V7, V9 und V85 TT. Alle drei sind von einem luftgekühlten V2-Motor mit 850 cm³ Hubraum in zwei Leistungsstufen angetrieben. Ende 2022 läutete die Einführung der V100 Mandello mit erstmals wassergekühltem V2-Motor und 1000 cm³ Hubraum eine neue Ära für das Unternehmen ein. Ende 2023 wurde die neue Stelvio auf gleicher technischer Basis vorgestellt. Ende 2024 lief die Produktion der V9 aus.
| Modell        | Typ         | Bild                     | Hubraum  | Leistung       | Einführung | Modellvarianten und Bemerkungen |
| ------------- | ----------- | ------------------------ | -------- | -------------- | ---------- | --- |
| V7            | Roadster    | Moto Guzzi V7 Special    | 853 cm³  | 49 kW / 67 PS  | 2021       | - V7 Special - V7 Stone - V7 Stone Centenario - V7 Stone Special Edition - V7 Gucci-Palace - V7 Stone Corsa - V7 Stone Ten - V7 Sport |
| V85           | Reiseenduro | Moto Guzzi V85 TT        | 853 cm³  | 59 kW / 80 PS  | 2019       | - V85 TT - V85 TT Travel - V85 TT Centenario - V85 TT Evocative Graphics - V85 TT Guardia d’Onore - V85 Strada                        |
| V100 Mandello | Sporttourer | Moto Guzzi V100 Mandello | 1042 cm³ | 85 kW / 115 PS | 2022       | - V100 Mandello - V100 Mandello S - V100 Mandello Aviazione Navale - V100 Mandello Wind Tunnel                                        |
| Stelvio       | Reiseenduro | Moto Guzzi Stelvio II    | 1042 cm³ | 85 kW / 115 PS | 2023       | - Stelvio - Stelvio Duecento Tributo                                                                                                  |

### Ehemalige Modelle
Siehe Liste der Moto-Guzzi-Motorräder für die nicht mehr produzierten Modelle.

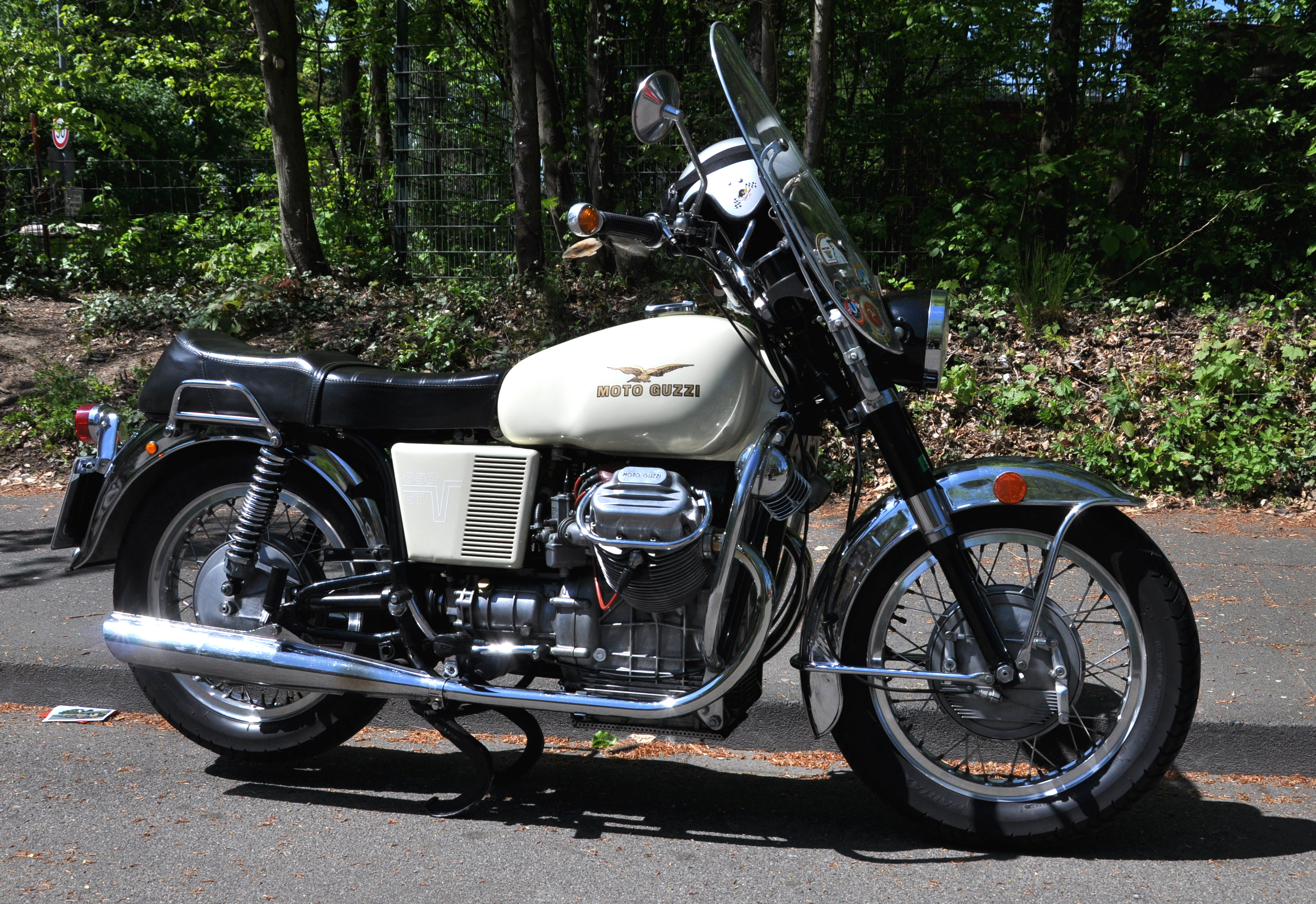
V7 (1967–1969)
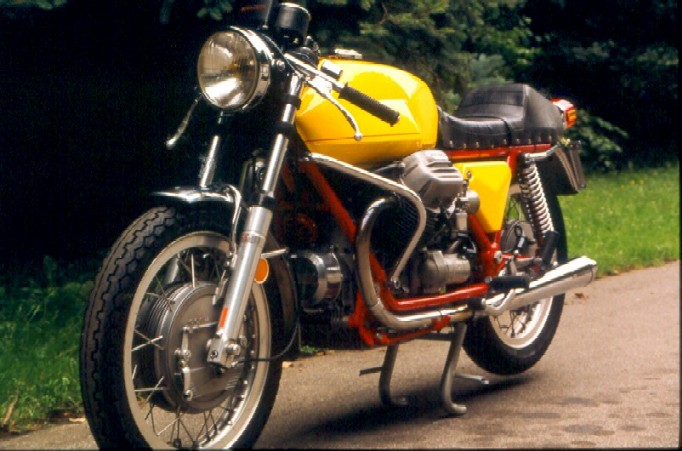
V7 Sport (1971–1974)
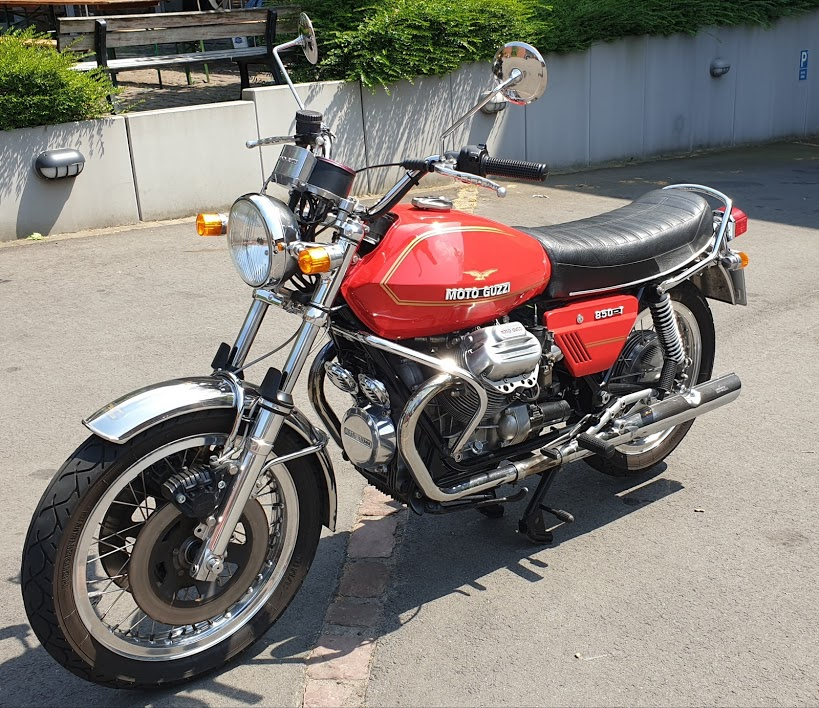
850 T (1973–1975)
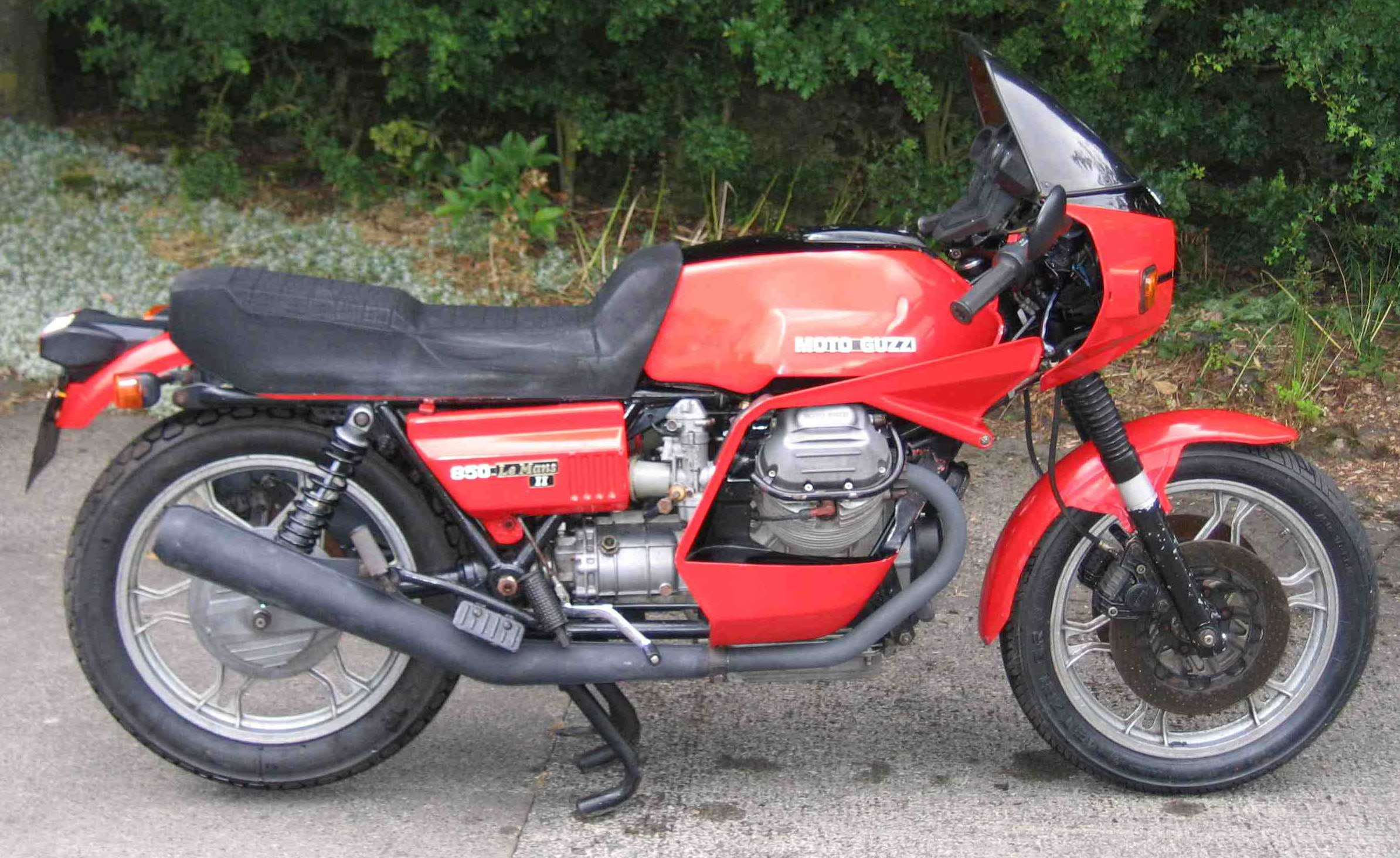
850 Le Mans II (1978–1982)
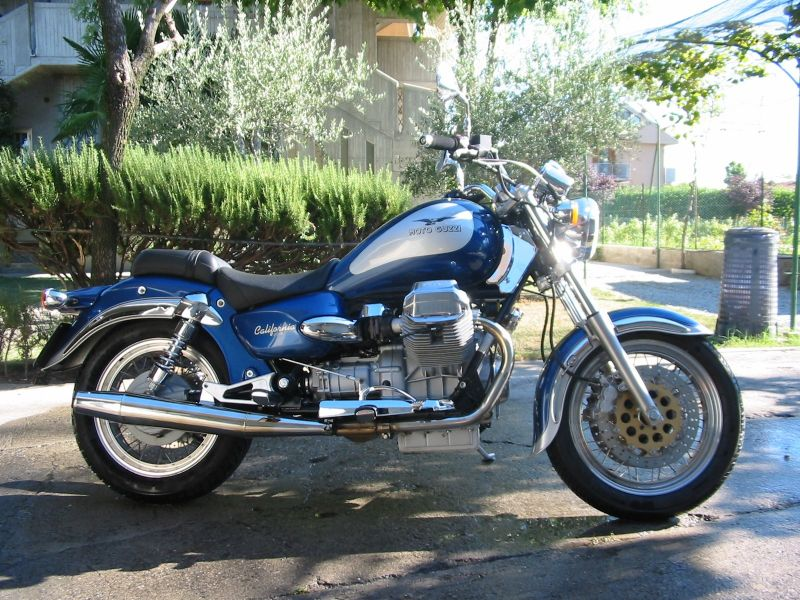
California 1100 (1993–2012)
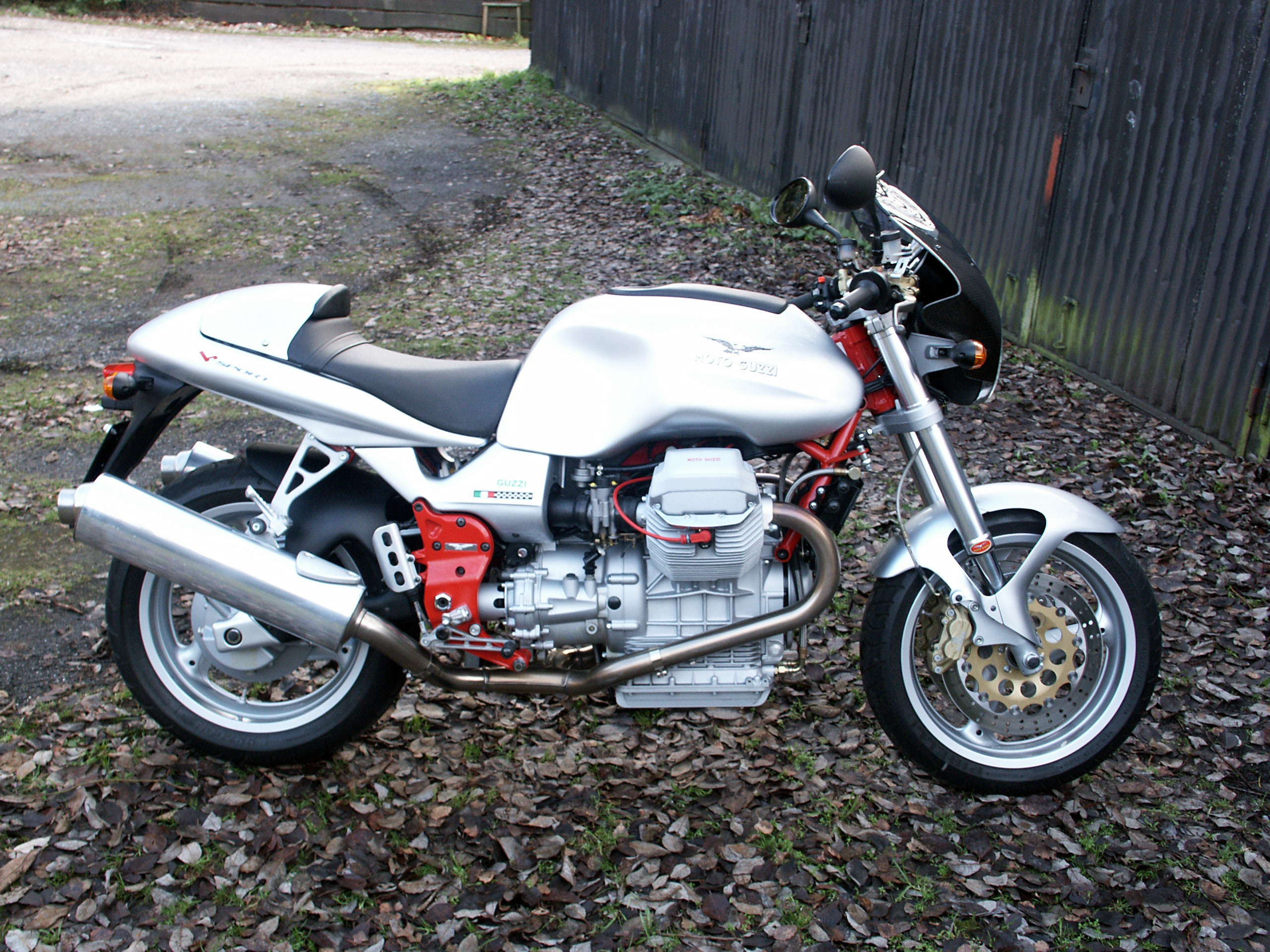
V11 Sport (1999–2006)
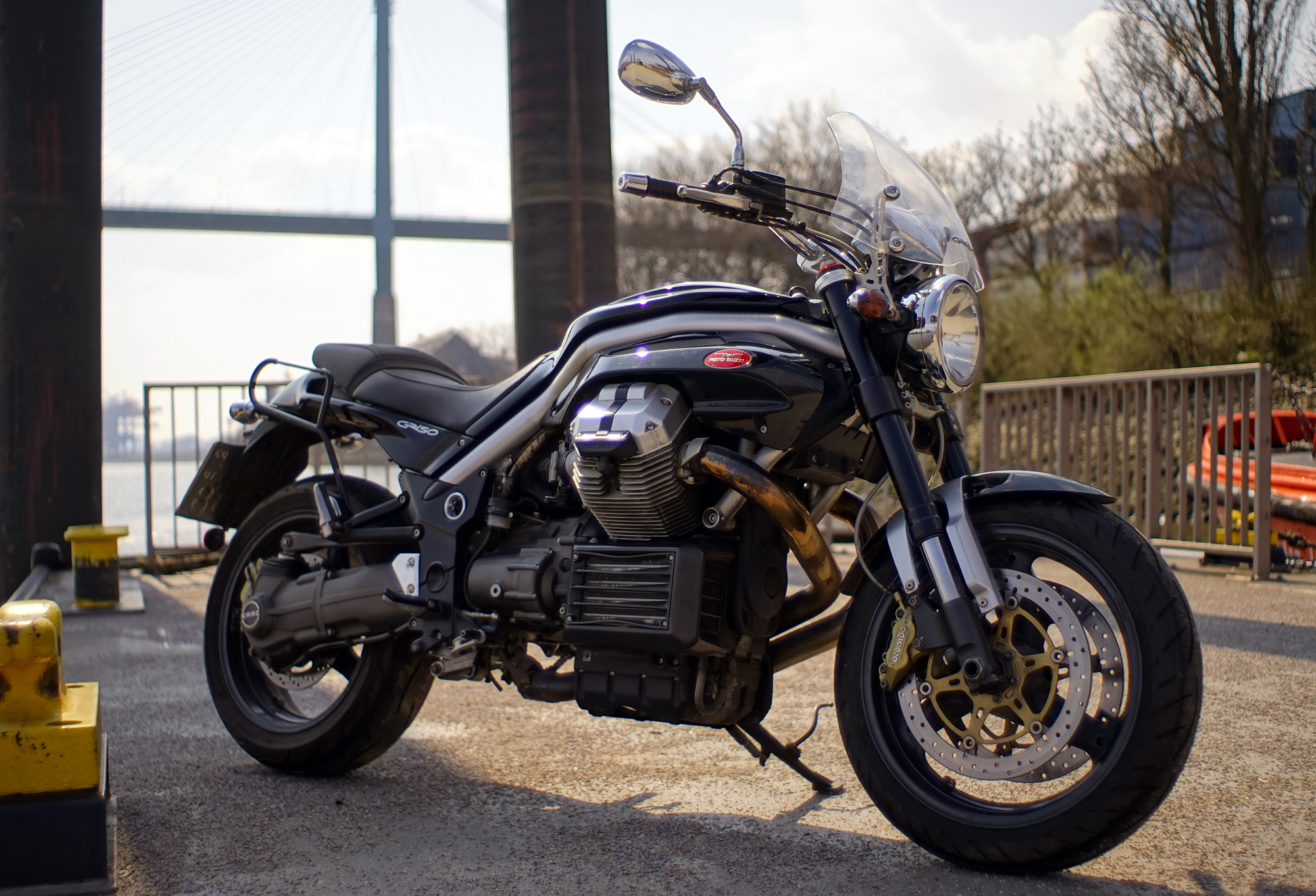
Griso 1100 (2005–2008)
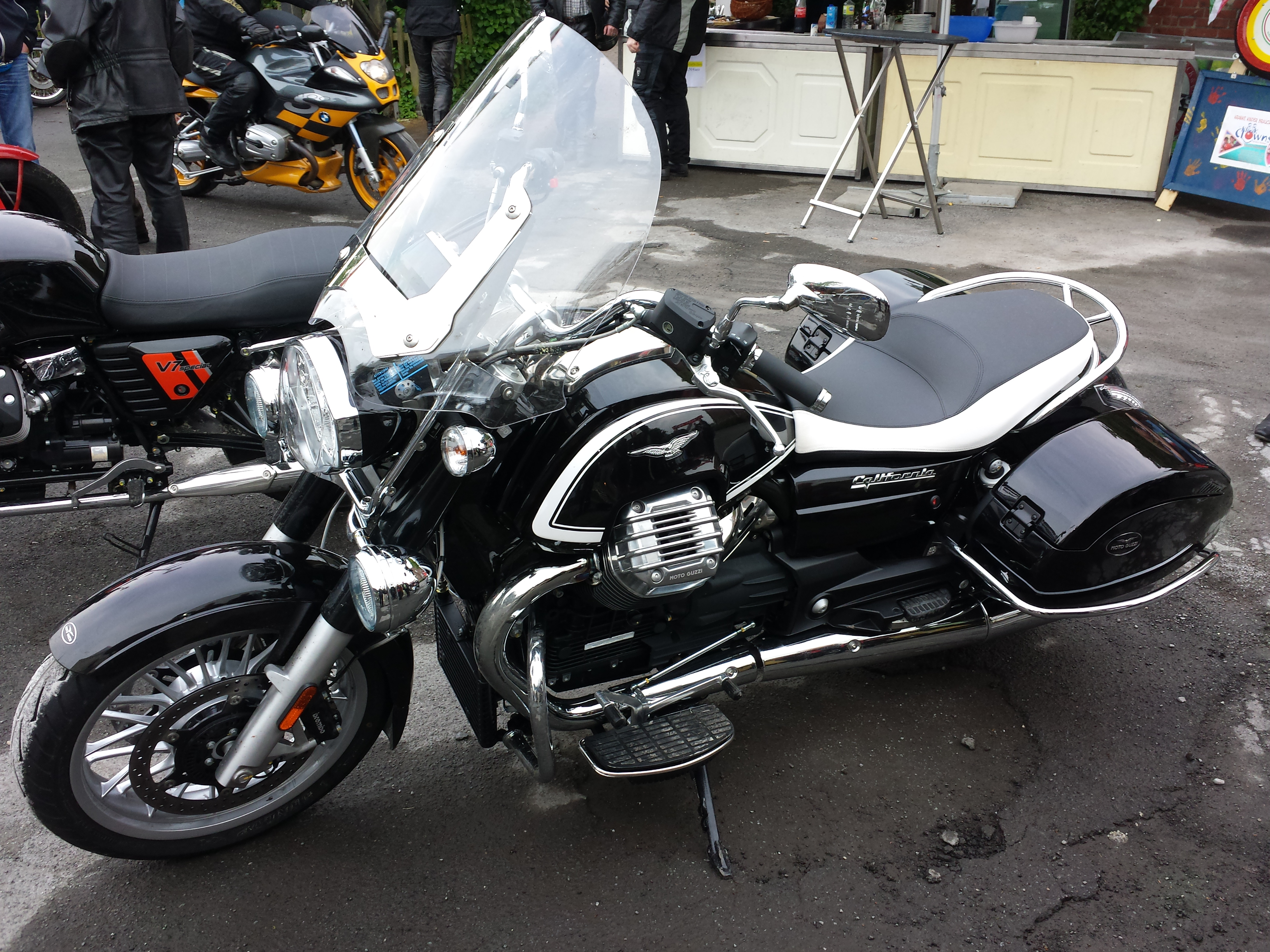
California 1400 (2013–2020)

## Motorradrennsport

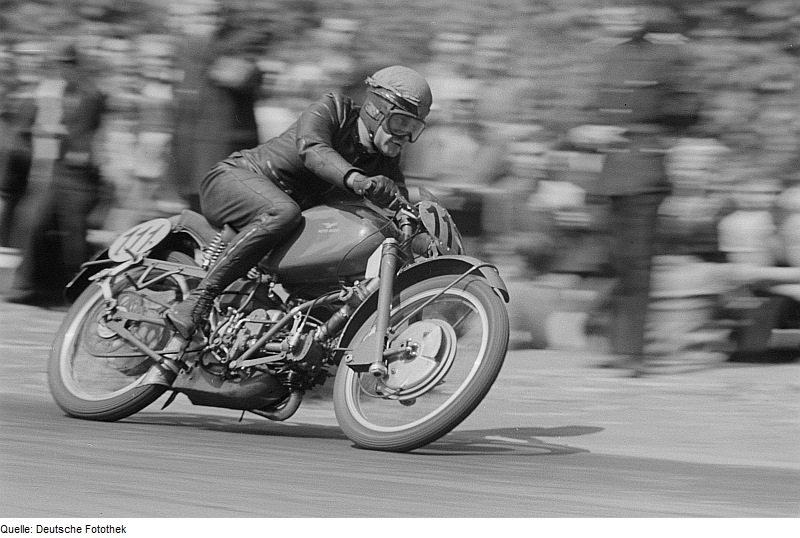
Hein Thorn Prikker auf einer Moto Guzzi Gambalunghino 250 cm³ beim Leipziger Stadtparkrennen (1953)

Moto Guzzi konzentrierte sich bereits kurz nach der Unternehmensgründung im Jahr 1921 auf den Rennsport, um durch Erfolge den Namen und die Qualität der Maschinen in der Öffentlichkeit bekannt zu machen. Bis zum aufsehenerregenden Rückzug aus der Motorrad-Weltmeisterschaft im Jahr 1957 konnte das Unternehmen mit Moto Guzzi Corse eine Vielzahl von Erfolgen in nationalen Wettbewerben, sowie bei der Europa- und Weltmeisterschaft erzielen: Insgesamt waren das 3329 bestätigte Rennsiege, 28 italienische und 8 Europameisterschaften, sowie 15 Weltmeistertitel (8 × Fahrer / 7 × Konstrukteur), und 11 Siege bei der Isle of Man Tourist Trophy.

## Umbauten

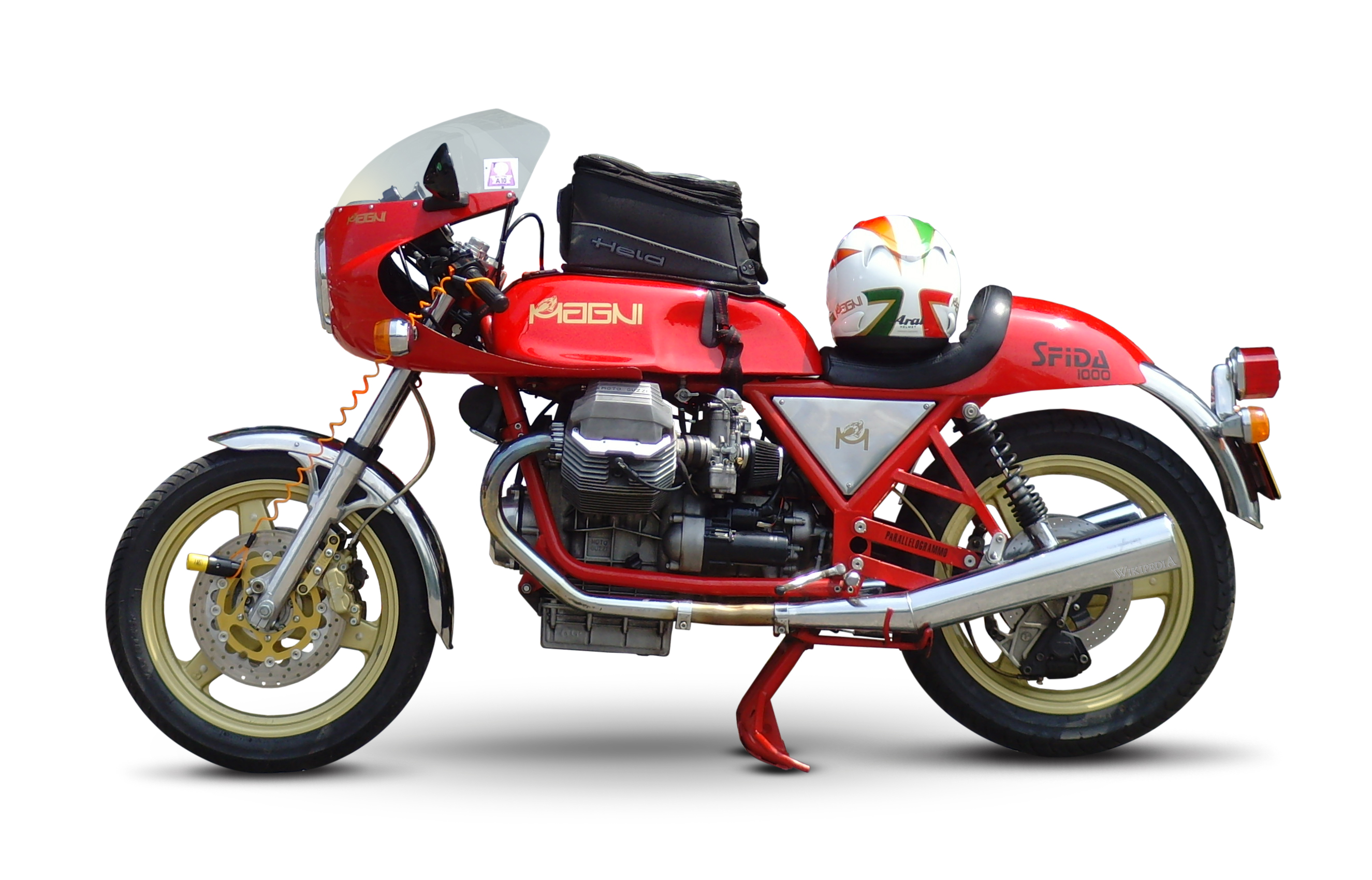
Eine Magni Sfida 1000 mit der speziellen für Moto-Guzzi-Modelle entworfenen Hinterradschwinge (1989)

Unter anderen hat der italienische Kleinserien-Hersteller Magni aus Samarate einige, mit leistungsgesteigerten Moto-Guzzi-Motoren ausgestattete Modelle in seiner Angebotspalette. Auch Ghezzi-Brian in Missaglia bietet Moto-Guzzi-Umbauten an. In Deutschland sind dafür zum Beispiel die Betriebe Bäcker in Laer, DÄS Mototec in Ruppertshofen oder noch „Doc Jensen“ in Schwarzenbek bekannt, in Österreich beispielsweise Siegi Prugger in Weiz.

## Fanaktivitäten
Die Marke Moto Guzzi hat eine bezogen auf die heute bescheidenen Absatzzahlen große Fanbasis mit teils sehr treuen Enthusiasten (italienisch: Singular guzzista, auch männlich; Plural guzzisti) und Fanklubs in vielen Ländern, die gemeinschaftliche Aktivitäten wie Internetforen, Ausfahrten, Ausstellungen oder Museen, Ersatzteilbörsen usw. organisieren. Moto Guzzi bzw. Piaggio versucht, dieses Gemeinschaftsgefühl im Sinne des Marketings und der Kundenbindung zu koordinieren und hat dazu 2014 die „Community“ The Clan gegründet.
Schon ab den 1920er Jahren fanden Motorradtreffen (italienisch motoraduno) von Moto-Guzzi-Fahrern in Mandello del Lario und Lecco statt. Nach dem Zweiten Weltkrieg organisierte Moto Guzzi im Juni 1949 erstmalig das internationale Treffen Raduno internazionale Motoleggere Guzzi „65“ für die Besitzer des sehr erfolgreichen Leichtkraftrads „Guzzino“. Aus einem Dutzend europäischen Ländern kamen mehr als 14.000 Personen auf 12.660 Motorrädern – bis heute angeblich ein mindestens europaweiter Teilnehmerrekord für ein einziges Modell. Seitdem gab es zuerst jedes Jahr, dann in geraden Jahren, ein Motorradtreffen in Mandello, organisiert von einem der lokalen Fanklubs, vom Hersteller und/oder von der Stadtverwaltung. Seit den 80-Jahr-Feierlichkeiten 2001 findet es wieder jährlich im September statt und ist eine große Versammlung von Tausenden Fans mit ihren vielfältigsten Guzzi-Modellen (und Motorrädern weiterer Marken) in der ganzen Stadt, mit Ausstellungen, Konzerten, Ersatzteilflohmarkt usw. 2016 wurde hierfür eine dedizierte Organisation gegründet: Motoraduno Internazionale Città della Moto Guzzi.
Seit 2000 bietet der Hersteller an diesen Tagen einen Tag der offenen Tür im Werk Mandello und im 1977 eröffneten Museum der Marke. Seit 2013 heißt diese drei- bis viertägige Veranstaltung Moto Guzzi Open House. In den Jahren 2002, 2003, 2005 bis 2007, dann anlässlich des 90-jährigen Firmenjubiläums 2011 und des 100-jährigen Jubiläums 2021 (wegen der Einschränkungen der COVID-19-Pandemie im September 2022 nachgeholt) hießen diese Tage Giornate Mondiali Guzzi (GMG, auf Deutsch etwa „Welt-Guzzi-Tage“) mit einem umfangreicheren Programm und der Präsenz von Stargästen, u. a. Ewan McGregor.

## Trivia

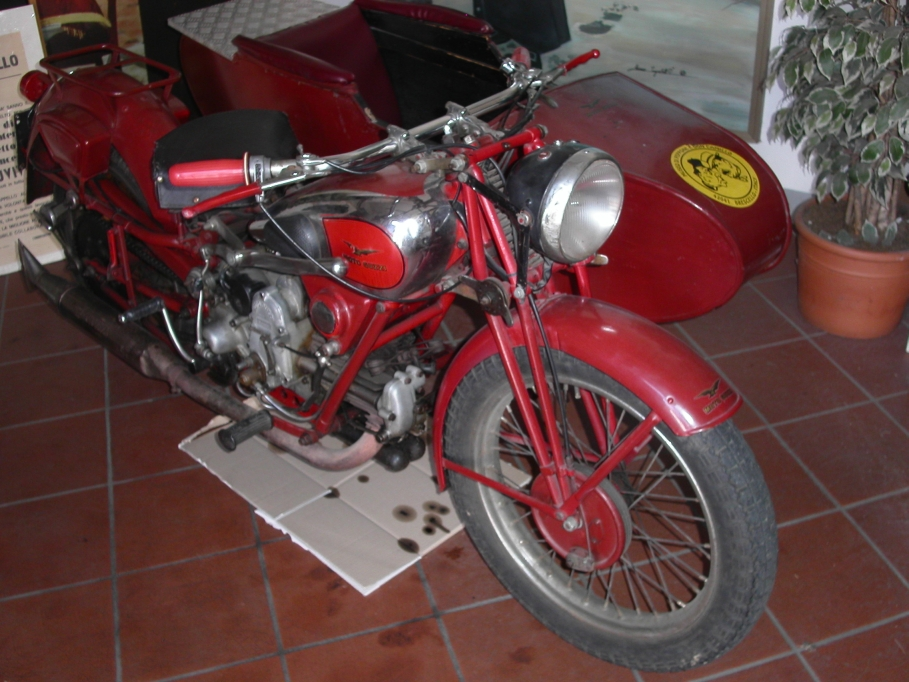
Moto Guzzi von Peppone. Im schwarzen Blechgehäuse unter dem Motor liegen die Federn.

In der Romanserie Don Camillo und Peppone des italienischen Autors Giovanni Guareschi fährt eine der beiden Hauptfiguren, der kommunistische Bürgermeister Giuseppe „Peppone“ Bottazzi, eine Moto Guzzi.
Der schottische Schauspieler Ewan McGregor (Obi-Wan Kenobi in Star Wars I, II und III, Trainspotting, Der Ghostwriter, Long Way Round, Long Way Down usw.) besitzt in seiner Motorrad-Sammlung mehrere Moto Guzzi und wird seit 2013 wiederholt als Werbebotschafter für neue Moto-Guzzi-Modelle beauftragt (California 1400, V7 Racer, V7 II, Eldorado, Audace, V7 III, V85 TT, V100 Mandello…). Ab Mai 2025 ist er in der Fernsehserie Long Way Home auf einer rund fünfzig Jahre alten, restaurierten 850 Eldorado zu sehen.